# تيودورو ماتوس سانتانا
تيودورو ماتوس سانتانا (بالبرتغالية: Teodoro Matos Santana‏) (22 أكتوبر 1946 في البرازيل - 12 يونيو 2013 في البرازيل) هو لاعب كرة قدم برازيلي في مركز الوسط. لعب مع نادي بونتي بريتا ونادي سانتوس ونادي ساو باولو ودالاس تورنايدو.

## وصلات خارجية
- تيودورو ماتوس سانتانا على موقع قاعدة بيانات كرة القدم.إي يو (الإنجليزية)